# Poul Nielsen Rosenpalm
Poul Nielsen Rosenpalm (døbt Poul Nielsen den 25. januar 1629 i Helsingør – 30. juli 1688) var en dansk kancelliembedsmand og godsejer, far til Andreas Rosenpalm.
Han fødtes i Helsingør, hvor hans fader, Niels Pedersen, var byskriver, og hans moder var Alhed Jørgensdatter Riwold. Efter at have besøgt Roskilde og Herlufsholms skoler blev han 1648 student og lagde sig især efter retsvidenskaben; men hans fattigdom nødte ham til at tage mod en hørerplads i Roskilde. Herfra kaldedes han 1657 til «at opvarte» i Kongens Bibliotek samt undervise prins Christian i grammatik; sandsynligvis skyldtes det hans fætter og skolefælle Villum Lange, at han droges frem fra sin beskedne hørerplads til den ret vellønnede og ansvarsfulde stilling som kronprinsens lærer. Efter 4 års forløb avancerede han 1661 til sekretær i Danske Kancelli, og 1669 blev han tillige dechiffrør af chifferbreve, dvs. fortrolig korrespondance skrevet i kodeskrift. Formodentlig har hans gamle rektor Zacharias Lund, der havde dette embede, lært ham dechiffrerkunsten.
Imidlertid havde Poul Nielsen ved kansler Peder Reedtz mellemkomst 21. juli 1668 tilgiftet sig en anselig formue med den forældreløse Anne Andersdatter, datter af købmand i Slagelse Anders Nielsen Kræmmer og Mette Jensdatter. På embedsstigen steg han jævnt opad: Assessor i Kancelliet blev han senest i maj 1676, i Højesteret 1678, 1684 blev han kancelliråd i Kancelliet og 1688 justitsråd. 1679 havde han fået våbenbrev med tilnavnet Rosenpalm, hvilket han dog ikke vides selv at have benyttet. Ved siden af sine embeder blev Rosenpalm også anvendt i forskellige kommissioner, af hvilke den vigtigste var den 1680 nedsatte 3. revisionskommission til udarbejdelsen af Danske Lov, hvis fortale, der i øvrigt ikke er synderlig original, efter en gammel tradition skyldes ham. Ved udlæg i krongods for resterende lønning, ved mageskifter og ved ikke få kongelige gaver samlede Rosenpalm et anseligt jordegods i nærheden af Slagelse og oprettede hovedgården Brorupgård.
Efter sin død (30. juli 1688) fik han det vidnesbyrd, at han var en af de dueligste embedsmænd såvel i Kancelliet som i Højesteret. Hans udmærkede evner og hans dygtighed, som han også var sig bevidst, havde i forbindelse med det held, at han som ung ifølge sine stillinger så at sige kom i daglig berøring med kongehuset, skabt ham en smuk karriere. Hans enke overlevede ham til 1713.